# Marcus Pløen Ingstad
Marcus Pløen Ingstad (født 18. august 1837 i Kristiania, død 17. september 1918 sammesteds) var en norsk retslærd.
Ingstad blev student 1854, cand. jur. 1861 og konstitueret assessor i Kristiaia Stiftsoverret 1863. Han konkurrerede med L.M.B. Aubert om et professorat i retsvidenskab — Om Retshandlers Omstødelse p. Gr. a. paafølgende Konkurs i "Ugeblad for Lovkyndighed" IV (1864), s. 293 ff. —, universitetsstipendiat 1865, 1870 A.M. Schweigaards efterfølger som professor ved Kristiania Universitet, 1880—91 ekstraordinær assessor i Høyesterett, 1877 Dr. jur. h. c. ved Universitetet i Uppsala.
Som docent stod Ingstad i første række, hans forelæsninger over romerretten, der i virkeligheden gav langt mere, end titelen lovede, har haft vidtrækkende betydning for udviklingen af det juridiske studium i Norge. Ingstads lærdom var omfattende, vidtstrakt hans kendskab til europæisk retsvidenskab, derunder også den nyere italienske romanistiske litteratur, men hans stærke selvkritik virkede hæmmende på hans produktivitet; hans forelæsninger cirkulerede i kontratryk, men blev ikke udgivne. Efter hans død udgav Edward Isak Hambro Ingstads Den romerske Obligationsrets almindelige Del delvis under Sammenligning med norsk Ret (1920).
Foruden nogle anmeldelser og lignende, offentliggjorde Ingstad, fremkaldt ved Johan Sverdrups angreb i Odelstinget, Om Romerretsstudiet. Nogle Oplysninger og Forklaringer (1876) og først i en fremrykket alder et afsnit af sine forelæsninger Om Leie efter romersk Ret. Oversættelse og Forklaring af Digesternes 19. Bogs 2. Titel delvis under Sammenligning med norsk Ret (1911). Ingstad er forfatter af skriftet Statement of the right of The Norvegian Church Mission by Schreuder to the Entumeni Station in the Zulu Reserve (1886, med supplement 1887), som blev fremlagt for den britiske kolonialminister af missionskomiteen i Kristiania.